# アニメロ新人オーディション
アニメロ新人オーディション（アニメロしんじんオーディション）は、ドワンゴが主催する、未来の声優スターとなる原石を発掘するべく開催されたオーディション企画である。

## 番組
ニコニコアニメチャンネルで放送されている。
- 鷲崎健のアニメロ新人オーディション
パーソナリティは鷲崎健・徳井青空（三期生）・羽田千尋（三期生）。
配信期間：2008年12月5日 - 2009年3月27日（全17回）
- 石川英郎のDear Girl～Lesson～
パーソナリティは石川英郎、鈴木裕斗・野見山修（一期生）・奥薗裕也（一期生）。

## メンバー
- 一期生
野見山修（のみやまおさむ）
奥薗裕也（おくぞのゆうや）
南條愛乃（なんじょうよしの）
- 二期生
藤田美千佳（ふじたみちか）
有野いく（ありのいく）
小寺陽太（こでらようた）
志澤拓也（しざわたくや）
高橋直也（たかはしなおや）
- 三期生
徳井青空（とくいそら）
羽田千尋（はねたちひろ）
- 卒業生
鵜飼剛（うかいつよし）
荒賀勇太（あらがゆうた）
伊藤あすか（いとうあすか）
仮屋梨萌子（かりやりもこ）
若林裕希（わかばやしゆき）
春川瑠花（はるかわるか）